# 格洛戈瓦鄉 (戈爾日縣)
44°55′41″N 22°54′24″E / 44.92806°N 22.90667°E
格洛戈瓦鄉（羅馬尼亞語：Comuna Glogova, Gorj），是羅馬尼亞的鄉份，位於該國西南部，由戈爾日縣負責管轄，面積51平方公里，海拔高度228米，2007年人口1,872，人口密度每平方公里36人。